# Bakałarzewo (plaats)
Bakałarzewo, (Litouws: Bakalariavas) is een dorp in het Poolse woiwodschap Podlachië, in het district Suwalski. De plaats maakt deel uit van de gemeente Bakałarzewo en telt 750 inwoners.

Szlak kajakowy Rospudą, Blizną i Czarną Hańczą